# Кравченко Леонід Гаврилович
Леонід Гаврилович Кравченко (21 серпня 1913, село Мошни Київської губернії, тепер Черкаського району Черкаської області — 5 березня 1984, місто Кіровоград, тепер Кропивницький) — український радянський діяч, 2-й секретар Чернівецького та Кіровоградського обласних комітетів КПУ. Депутат Верховної Ради УРСР 5—6-го скликань. Член Ревізійної комісії КПУ в 1956—1966 роках.

## Життєпис
Народився в родині службовця. Підлітком наймитував. У 1929 році закінчив семирічну школу, а у 1933 році — Городищенський сільськогосподарський технікум Київської області.
У 1933—1934 роках — колгоспний агроном, потім дільничний агроном машинно-тракторної станції в Київській області.
У 1934—1937 роках — штатний пропагандист Городищенського районного комітету комсомолу (ЛКСМУ) Київської області. Водночас заочно навчався в Одеському учительському інституті. Після закінчення учительського інституту, в 1937—1939 роках працював учителем Городищенської семирічної школи. Продовжив навчання на історичному факультеті педагогічного інституту.
У 1939—1940 роках — у Червоній армії. Брав участь в окупації Західної України військами СРСР. Член ВКП(б) з 1940 року.
У 1940 році — помічник 1-го секретаря Станіславського обласного комітету КП(б)У. У 1940—1941 роках — помічник 1-го секретаря Чернівецького обласного комітету КП(б)У Івана Грушецького; завідувач військового відділу районного комітету КП(б)У.
Під час німецько-радянської війни був евакуйований у східні райони СРСР. Працював начальником політичного відділу Григор'євської машинно-тракторної станції Соль-Ілецького району Чкаловської області, а потім 1-м секретарем Буранного районного комітету ВКП(б) Чкаловської області РРФСР.
У 1944—1950 роках — на керівних посадах в апараті Чернівецького обласного комітету КП(б)У: завідувач організаційно-інструкторського відділу (з травня 1946 (затв.) по листопад 1948 року), завідувач відділу партійних, профспілкових і комсомольських органів Чернівецького обласного комітету КП(б)У (з грудня 1948 по вересень 1950 року).
У 1948 році закінчив Вищу партійну школу при ЦК ВКП(б).
У вересні 1950 — 4 вересня 1952 року — секретар Чернівецького обласного комітету КП(б)У.
4 вересня — 3 грудня 1952 року — 2-й секретар Чернівецького обласного комітету КПУ. Знятий з посади «за потурання грубим порушенням соціалістичної законності та Статуту сільськогосподарської артілі, допущених при переселенні колгоспів».
У січні 1953—1955 роках — заступник голови виконавчого комітету Чернівецької обласної Ради депутатів трудящих.
З червня (затв.) про грудень 1955 року — секретар Кіровоградського обласного комітету КПУ. У грудні 1955 — 17 січня 1963 року — 2-й секретар Кіровоградського обласного комітету КПУ.
23 січня 1963 — 15 грудня 1964 року — голова виконавчого комітету Кіровоградської промислової обласної Ради депутатів трудящих.
14 грудня 1964 — 17 грудня 1973 року — секретар Кіровоградського обласного комітету КПУ.
З грудня 1973 року — персональний пенсіонер союзного значення в місті Кіровограді. Помер після важкої хвороби.

## Нагороди
- орден Леніна (26.02.1958)
- два ордени Трудового Червоного Прапора (1967,)
- два ордени «Знак Пошани» (7.09.1963,)
- Почесна Грамота Президії Верховної Ради Української РСР